# Dominique Dropsy
Dominique Dropsy (Leuze (Aisne), 9 december 1951 – aldaar, 7 oktober 2015) was een Frans profvoetballer.
Dropsy begon zijn carrière bij amateurclub Hirson. In 1970 stapte hij over naar US Valenciennes, waarvoor hij 66 keer uitkwam. In 1973 tekende Zoco voor RC Strasbourg. Hier bleef hij 11 seizoenen. Hij speelde 473 wedstrijden voor Strasbourg. In 1979 werd Strasbourg Frans landskampioen. Slechts 2 jaar eerder was hij met dezelfde ploeg kampioen geworden in Ligue 2. In 1984 stapte hij over naar Girondins de Bordeaux, waarmee hij tweemaal Frans kampioen werd. Hij sloot hier zijn carrière af in 1990. In totaal speelde hij 596 wedstrijden in Ligue 1, een record op dat moment.
Dropsy speelde tussen 1978 en 1981 17 keer voor het Frans voetbalelftal. Hij was aanwezig op het Wereldkampioenschap voetbal 1978.
De doelman overleed in 2015 op 63-jarige leeftijd aan leukemie.

## Statistieken
| Seizoen | Club                  | Land      | Competitie      | Wedstrijden | Doelpunten |
| ------- | --------------------- | --------- | --------------- | ----------- | ---------- |
| 1970/73 | US Valenciennes       | Frankrijk | Ligue 1         | 66          | 0          |
| 1973/84 | RC Strasbourg         | Frankrijk | Ligue 1/Ligue 2 | 473         | 1          |
| 1984/90 | Girondins de Bordeaux | Frankrijk | Ligue 1         | 241         | 0          |
|         |                       |           | Totaal          | 780         | 1          |